# Solapamiento salarial
El Solapamiento Salarial o solapamiento de sueldos: es un achatamiento de la pirámide remunerativa dentro de las compañías. Los incrementos de sueldos otorgados al personal dentro del convenio colectivo produce muchas veces una reducción de la amplitud salarial. En la mayoría de las veces sucede entre los empleados que están sindicalizados y aquellos que no. Es una tendencia que preocupa a la mayoría de los empresarios.
A pesar de que este achicamiento de la brecha salarial puede tomarse muchas veces como una reducción de los costos de la mano de obra directa e indirecta o como una mejora de la productividad marginal de la mano de obra, lo cierto es que es muy perjudicial para la empresa por distintas razones como ser la distorsión de la jerarquía de los empleados, una menor oferta y descontento de mano de obra calificada por cuestiones monetarias dificultando el manejo de los recursos humanos.
Muchos empresarios tratan de resolver estos problemas mediante bonos, tickets, canastas, vacaciones, reducciones de horarios, aguinaldos, hasta poder volver a la normalidad de la pirámide remunerativa.